# Maxim
Maxim és una revista internacional per a homes amb base al Regne Unit. És reconeguda per les seves reveladores fotografies d'actrius, cantants i models, les quals mai arriben a aparèixer completament nues.
Als Estats Units, Maxim ha arribat a ser la segona revista masculina més venuda després de Playboy, reportant una circulació de 2.517.450 exemplars el 2005. Això és més del que venen les seves competidores, GQ, Esquire i Details, juntes. Maxim està en l'actualitat utilitzant el seu nom per comercialitzar altres revistes i projectes.